# Bongo Comics

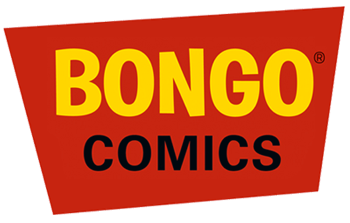
Logotipo da Bongo Comics

O Bongo Comics Group era uma editora de quadrinhos fundada em 1993 por Matt Groening junto com Steve & Cindy Vance e Bill Morrison. Publicou quadrinhos relacionados à série animada para televisão Os Simpsons e Futurama, além dos quadrinhos do Bob Esponja Calça Quadrada, junto com material original. Recebeu o nome de Bongo, um coelho da história em quadrinhos Life in Hell de Groening.
A Bongo, em algum momento de sua história, imprimiu Simpsons Comics, Simpsons Comics and Stories, Futurama Comics, Krusty Comics, Lisa Comics, Bart Simpson, Bartman, Itchy & Scratchy Comics e Radioactive Man.
Zongo Comics, também criada por Groening, foi a contrapartida da Bongo Comics voltada para públicos de nicho.

## História

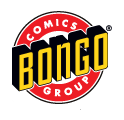
O logotipo original da Bongo Comics

Groening lançou o Bongo Comics Group em 1993, percebendo a falta de livros engraçados na indústria de quadrinhos da época: "Eu entro em lojas de quadrinhos e vejo todas as coisas e, na maior parte, parece uma ciência bastante sombria -ficção e coisas de super-heróis ... Acho que pensei que havia espaço para histórias em quadrinhos engraçadas". A empresa lançou quatro títulos, os quadrinhos bimestrais Simpsons Comics e Radioactive Man vol. 1, e três vezes por ano Itchy & Scratchy Comics e Bartman. Groening esperava que a nova empresa revitalizasse a indústria e manteve discussões para publicar cross-overs com personagens de outras editoras. Os quadrinhos usam enredos originais em vez de simplesmente adaptar episódios da série de televisão; no entanto, em 2011, o editor Bill Morrison explicou que as histórias "se encaixam na continuidade dos programas".
A empresa lançou Futurama Comics, baseado na série de desenhos animados de mesmo nome, em 2000.
Em 2012, a empresa mudou seu logotipo e um novo diretor de criação foi revelado, com Nathan Kane promovido internamente para substituir o ex-presidente Bill Morrison.
Foi anunciado na San Diego Comic Con em julho de 2018 que a Bongo fecharia em outubro. Simpsons Comics #245 foi a edição final lançada pela Bongo.

## Todas as séries
- Simpsons Comics (1993-2018) 245 edições
- Bartman (1993–1995) 6 edições
- Itchy & Scratchy Comics (1993-1994) 4 edições
- Radioactive Man Vol. 1 (1993-1994) 6 edições
- Krusty Comics (1995) 3 edições
- Treehouse of Horror de Bart Simpson (1995–2017) 23 edições
- Roswell, Little Green Man (1996–1999) 6 edições
- Hopster's Tracks (1998) 2 edições
- Bart Simpson (2000–2016) 100 edições
- Futurama Comics (2000–2017) 83 Edições
- Radioactive Man Vol. 2 (2000–2004) 9 edições
- Futurama Simpsons Infinitely Secret Crossover Crisis (2002–2003) 2 edições
- The Simpsons Futurama Crossover Crisis II (2005) 2 edições
- Heroes Anonymous (2003–2004) 6 edições
- Simpsons Classics (2004–2011) 30 edições
- Simpsons Super Spectacular (2005–2012) 16 edições
- Bongo Comics Free-For-All (2006-2018) 13 Edições.
- The Simpsons Winter Wingding (2006–2015) 10 edições
- The Simpsons Summer Shindig (2007–2015) 9 edições
- Comic Book Guy: The Comic Book (2010) 5 edições
- SpongeBob Comics (2011–2018) 85 edições (distribuição, publicado pela United Plankton Pictures )
- SpongeBob Comics Super-Giant Swimtacular de tamanho anual (2013–2018) 6 edições (distribuição, publicada pela United Plankton Pictures )
- Sergio Aragonés Funnies (2011–2014) 12 edições
- Simpsons Illustrated (2012–2017) 28 edições
- Simpsons One-Shot Wonders (2012–2014) 8 edições
- Mylo Xyloto (2012) 6 edições

## Publicações de edição única
- Bongo Comics Group Spectacular (1993)
- Quadrinhos e histórias dos Simpsons (1993)
- A história oficial da Bongo Comics (outono de 1993)
- Bartman e Radioactive Man #1 (1994)
- Lisa Comics (abril de 1995)
- Livro de piadas de Bart Simpson (junho de 1995)
- Futurama Comics #1 (julho de 2000) Uma variante da Futurama Comics # 1 da San Diego Comic-Con de 2000.
- Dia de quadrinhos grátis: Gimme! Me dá! Doar! (2005)
- Radioactive Man #711 (julho de 2007) HQ promocional disponível apenas na 7-Eleven .
- Futurama Returns (julho de 2007) Um 2007 exclusivo da San Diego Comic-Con.
- Delivery-Boy Man (julho de 2010) Um exclusivo da Comic-Con de San Diego em 2010.
- As melhores histórias de super-heróis dos Simpsons! A Edição de Colecionador (Julho de 2011) Um exclusivo da San Diego Comic-Con.
- Ralph Wiggum Comics (fevereiro de 2012) Primeira edição da série One-Shot Wonder.
- Bart Simpson's Pal, Milhouse (abril de 2012) Segunda edição da série One-Shot Wonder.
- Os Simpsons vão para o ouro (julho de 2012) Um exclusivo da San Diego Comic-Con.
- Li'l Homer Comics (agosto de 2012) Terceira edição da série One-Shot Wonder.
- Maggie (outubro de 2012) Quarta edição da série One-Shot Wonder.
- Fantastic Science Fictions do Professor Frink (fevereiro de 2013) Quinto número da série One-Shot Wonder.
- The Malevolent Mr. Burns (junho de 2013) Sexta edição da série One-Shot Wonder.
- Two One-Shot Wonders in One (julho de 2013) Exclusivo 2013 da San Diego Comic-Con. Ele contém The Malevolent Mr. Burns e Fantastic Science Fictions do Professor Frink .
- The Wonderful World of Lisa Simpson (dezembro de 2013) Sétima edição da série One-Shot Wonder.
- Duffman Adventures (abril de 2014) Oitava edição da série One-Shot Wonder.
- As maiores histórias de Bartman já contadas! (Julho de 2014) Uma exclusividade da San Diego Comic-Con de 2014 contendo uma variedade de histórias de Bartman publicadas anteriormente.
- Kang & Kodos (agosto de 2014) Nona edição da série One-Shot Wonder.
- McBain (dezembro de 2014) Décima edição da série One-Shot Wonder.
- Jimbo Jones (setembro de 2015) Décima primeira edição da série One-Shot Wonder.
- Aventura do Vovô Simpson (dezembro de 2015) Décima segunda edição da série One-Shot Wonder.
- Krusty, o palhaço (abril de 2017) Décima terceira edição da série One-Shot Wonder. Lançado digitalmente pela primeira vez por meio do aplicativo Simpsons Store. Uma versão impressa foi lançada em fevereiro de 2018.
- The Mighty Moe Szyslak (junho de 2017) Décima quarta edição da série One-Shot Wonder.
- Bartman Spectacularly Super Secret Saga # 1 (agosto de 2017) Décima quinta edição da série One-Shot Wonder.
- Bartman Spectacularly Super Secret Saga # 2 (outubro de 2017) Décima sexta edição da série One-Shot Wonder.
- Bartman Spectacularly Super Secret Saga # 3 (dezembro de 2017) Décima sétima edição da série One-Shot Wonder.
- Cachorro mal-humorado do chefe Wiggum (março de 2018) Décima oitava edição da série One-Shot Wonder.